# دنیای وحشی (آلبوم)
دنیای وحشی دومین آلبوم استودیویی گروه موسیقی بریتانیایی سینث‌پاپ باستیل است که در ۹ سپتامبر ۲۰۱۶ میلادی منتشر شد.
این آلبوم در چارت‌های اسکاتلند، بریتانیا در رتبه اول و در چارت‌های ایتالیا، ایرلند، استرالیا، هلند، آمریکا، لهستان، فلاندرز، سوئیس، اتریش، جزو ده آلبوم اول قرار گرفت.

## نقدها
دنیای وحشی به طور کلی توانست نقدهای مثبتی دریافت کند، کرولین سالیون از گاردین به این آلبوم نمرهٔ چهار از پنج داد. در متاکریتیک این آلبوم براساس ۱۰ نقد، نمرهٔ ۷۳ از ۱۰۰ دریافت کرده‌است.